# کاتو تسونه
کاتو تسونه (به ژاپنی: 加藤つね Katō Tsune)؛ قرن شانزدهم – نامشخص) یک زن اونا بوگیشا در دوره سنگوکو بود.